# Pseudameira breviseta
Pseudameira breviseta is een eenoogkreeftjessoort uit de familie van de Ameiridae. De wetenschappelijke naam van de soort is voor het eerst geldig gepubliceerd in 1950 door Klie.